# Vendersheim
Vendersheim település Németországban, Rajna-vidék-Pfalz tartományban. Lakosainak száma 552 fő (2023. december 31.).

## Népesség
A település népességének változása:
| Lakosok száma | 397  | 560  | 564  | 550  | 545  | 552  |
|               | 1975 | 2017 | 2019 | 2021 | 2022 | 2023 |